# MHA Martin
Az MHA Martin egy szlovák jégkorongcsapat Turócszentmártonon. A klub a másodosztályú TIPOS Slovenská hokejová ligában játszik.

## Története
A klubot 2018-ban alapítoták. A 2024-25-ös szezonban a HC Dukla Senica csapatát legyőzve megnyerte a harmadosztályt, így feljutva a másodosztályú TIPOS Slovenská hokejová ligába.

## Statisztikák
| Főcsoport (A csoport) | Főcsoport (A csoport) | Főcsoport (A csoport) | Főcsoport (A csoport) | Főcsoport (A csoport) | Főcsoport (A csoport) | Főcsoport (A csoport) | Főcsoport (A csoport) | Főcsoport (A csoport) | Felsőház | Felsőház | Felsőház | Felsőház | Felsőház | Felsőház | Felsőház | Felsőház | Rájátszás                         | Rájátszás                          | Rájátszás                                       |
| Szezon                | LM                    | GY                    | GY. H.                | V. H.                 | V                     | G                     | P                     | Helyezés              | LM       | GY       | GY. H.   | V. H.    | V        | G        | P        | Helyezés | Negyeddöntő                       | Elődöntő                           | Döntő                                           |
| --------------------- | --------------------- | --------------------- | --------------------- | --------------------- | --------------------- | --------------------- | --------------------- | --------------------- | -------- | -------- | -------- | -------- | -------- | -------- | -------- | -------- | --------------------------------- | ---------------------------------- | ----------------------------------------------- |
| 2023–24               | 12                    | 7                     | 0                     | 1                     | 4                     | 53-41                 | 22                    | 3.                    | 10       | 5        | 0        | 0        | 5        | 34-45    | 15       | 5.       | Vereség a HK Bardejov ellen (0-3) | -                                  | -                                               |
| 2024–25               | 14                    | 10                    | 2                     | 0                     | 2                     | 95:30                 | 34                    | 2.                    | 10       | 3        | 1        | 1        | 5        | 40:36    | 12       | 5.       | Győzelem a MŠK Púchov ellen (3-1) | Győzelem a HK Bardejov ellen (3-1) | Győzelem a Hockey Club Dukla Senica ellen (3-0) |

## Nézettség
| Szezon  | Teljes nézőszám | Átlagos nézőszám | Helyezés a ligában |
| ------- | --------------- | ---------------- | ------------------ |
| 2023–24 | 7 593           | 759              | 3.                 |
| 2024–25 | 8 154           | 1164             | 2.                 |

## Játékoskeret

### Kapusok
33 - Branislav Bernát
44 - Adam Novotný
90 - Jakub Murín

### Hátvédek
74 -Marek Pacalaj
98 - Jakub Jakubík
21 - Jakub Burzík
71 - Matúš Lavička
5 - Denis Bakala
78 - Lukáš Belica
28 - Peter Pažický
23 - Matej Somík
37 - Juraj Gracák
15 - Šimon Štípala
18 - Martin Jesenský

### Csatárok
8 - Vladimír Vybíral
91 - Jakub Uram
93 - Martin Barto
13 - Adam Paulíny
66 - Dominik Fujerík
61 - Jaroslav Marković
14 - Miloš Fafrák
88 - Ivan Thomka
24 - Andrej Siakeľ
20 - Daniel Babka
29 - Oliver Rešetár
19 - Kristián Stročka
9 - Pavol Fúčela
10 - Martin Simonides
7 - Tomáš Púpava
77 - Maxim Piško
34 - Michal Ivan